# وای خدا
وای خدا (ایتالیایی: Porca vacca) یک فیلم کمدی جنگی ایتالیایی است که در سال ۱۹۸۲ منتشر شد. این فیلم مورد انتقاد شدید منتقدان قرار گرفت.

## گزیدهٔ بازیگران
- رناتو پوتستو
- لائورا آنتونلی
- آلدو ماچونه
- ریموند بوسیر
- ریمون پلیگران
- آدریانا روسو
- جینو پیرینس
- کورادو اولمی
- انتسو روبوتی
- مائوریتسیو ماتیولی
- ماسیمو سارکیه‌لی